# Receptor testicular 4
El receptor testicular 4 (TR4) es un factor de transcripción perteneciente a la familia de los receptores nucleares, codificado en humanos por el gen HGNC NR2C2  (de sus siglas en inglés "nuclear receptor subfamily 2, group C, member 2").

## Interacciones
El receptor testicular 4 ha demostrado ser capaz de interaccionar con:
- Receptor de estrógeno alfa[2]
- Factor nuclear 4 alfa de hepatocito[3]
- Receptor androgénico[4]